# Дю Туа, Натали
Натали́ дю Туа́ (фр. Natalie du Toit, 29 января 1984, Кейптаун, ЮАР) — южноафриканская пловчиха, 13-кратная чемпионка летних Паралимпийских игр (2004, 2008 и 2012), участница летних Олимпийских игр в Пекине. Лауреат премии за достижения имени доктора Ванг Юн Дай 2008 года и премии «Laureus World Sports Awards» 2010 года в номинации «спортсмен с ограниченными возможностями», а также номинант в этой категории 2004 года. Одна из 5 спортсменов в истории, принимавших участие как в Олимпийских, так и в Паралимпийских играх.
В 2004 году в ЮАР составляли список ста самых великих людей в истории страны, и Натали заняла 48-е место.
С 14 лет выступает в международных соревнованиях.

## Травма
В 2001 году из-за автокатастрофы осталась инвалидом — левая нога была ампутирована по колено.

## Спорт
В 2003 году выиграла несколько наград на Афро-азиатских и Всеафриканских играх среди обычных спортсменов в плавании вольным стилем на дистанциях 400 и 800 метров..
В 2004 году на Паралимпийских играх в Афинах выиграла 5 золотых медалей и 1 серебряную (в плавании вольным стилем на 3 дистанциях, баттерфляем, на спине и в комплексном плавании).
В 2008 году в Пекине Натали дю Туа стала одной из двух спортсменок, которые приняли участие как в Олимпийских (16-е место среди 25 участниц в плавании на открытой воде на 10 км), так и в Паралимпийских играх — 5 золотых наград. Другая такая спортсменка — полька Наталья Партыка (пол. Natalia Partyka), выступающая в настольном теннисе. В 2008 году в Пекине Натали была удостоена чести нести флаг ЮАР на церемониях открытия как Олимпийских, так и Паралимпийских игр.